# Yttergryta
Yttergryta — офшорне газонафтове родовище в Норвезькому морі. Станом на 2017 рік було повністю розроблене.

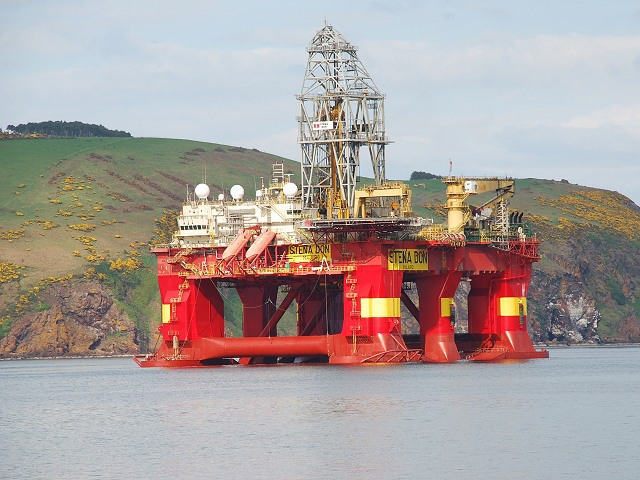
Бурова установка Stena Don, яка спорудила свердловину-відкривач

Родовище відкрили у 2007 році внаслідок спорудження напівзануреною буровою установкою Stena Don розвідувальної свердловини 6507/11-8. Закладена в районі з глибиною моря 297 метрів вона мала довжину 2479 метри та на рівні 2390 метрів зустріла насичені вуглеводнями пісковики юрського періоду.
Розробка Yttergryta велась через одну свердловину 6507/11-V-1H, завершену спорудженням осінню 2008-го. Її  оснастили підводною видобувною установкою, яку підключили до аналогічного об'єкту на розташованому неподалік гігантському нафтогазоконденсатному родовищі Асгард. В підсумку продукція надходила на плавучу установку Åsgard B.
Для робіт з підводного облаштування залучили будівельне/трубоукладальне судно Seven Seas, яке зокрема встановило завершуючий маніфольд (pipeline end manifold, PLEM) вагою 130 тон, а також  лінії для подачі хімікалій (метанолу і гліколю — попереджують гідратоутворення під час транспортування) та здійснення управління (umbilical, призначені для передачі команд, електроенергії та гідравлічних зусиль).
Всього за період розробки з Yttergryta видобули 2,2 млрд м3 газу, 0,41 млн тонн зріджених вуглеводневих газів та 0,29 млн м3 нафти.